# Бродский, Анатолий Яковлевич
Анатолий Яковлевич Бродский (13 декабря 1936, Волоколамск, Московская область — 7 марта 2024) — директор Челябинского электрометаллургического комбината, лауреат Государственной премии СССР.

## Биография
Родился 13 декабря 1936 года в Волоколамске Московской области. В 1959 году окончил в Новокузнецке Сибирский металлургический институт по специализации «Производство электростали и ферросплавов», получил диплом инженера-металлурга и был направлен по распределению на Иркутский завод имени Куйбышева. Там он работал помощником мастера на двух 18-тонных мартеновских печах. Через три месяца А. Я. Бродский переехал в город Серов и 20 января 1960 года устроился на новый ферросплавный завод плавильщиком 7 разряда в плавильный цех № 1. Оттуда был направлен на трёхмесячную стажировку на Челябинский электрометаллургический комбинат. 4 октября 1961 года переведён в цех № 2 на должность помощника мастера, 12 декабря того же года его назначили начальником смены цеха № 2, где запускалась первая печь, предназначенная для выплавки низко- и среднеуглеродистого феррохрома. С октября 1963 года работал в должности заместителя начальника цеха № 2, где действовали девять плавильных печей. С 6 февраля 1965 года более девяти лет руководил вторым плавильным цехом. В 1966 году в составе группы из пятерых авторов-разработчиков провёл научную разработку и внедрил в технологию способ производства феррохрома методом смешения расплавов, за что в 1971 году был удостоен Государственной премии СССР. С 25 июня 1976 года — главный инженер, а с 1978 года — генеральный директор Серовского завода ферросплавов. 25 октября 1985 года приказом министра чёрной металлургии СССР А. Я. Бродский переводится на Челябинский электрометаллургический комбинат директором. Предприятием он руководил четыре года. В этой должности в 1989 году его сменил Ферзин Махмутович Исхаков.
Скончался 7 марта 2024 года.

## Награды и премии
- Государственная премия СССР (1971)
- Орден «Знак Почёта» (1971)
- Орден Трудового Красного Знамени (4 октября 1981)